# Zvezda (mô-đun ISS)

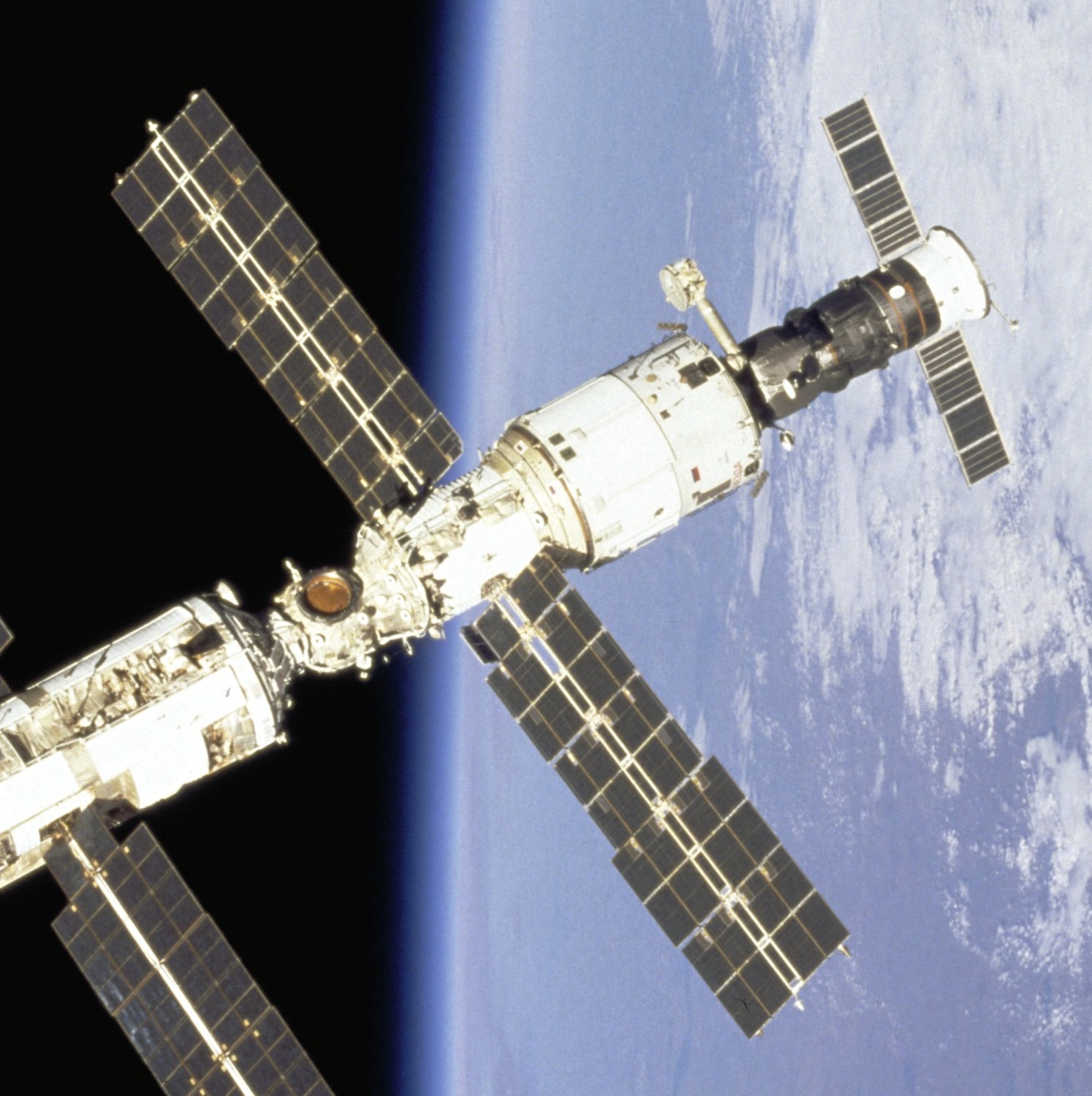
Zvezda trên Trạm không gian quốc tế, bên trái là Zarya, bên phải là tàu vận tải Progress

Module hậu cần Zvezda là một là đóng góp đầu tiên hoàn toàn của Nga cho Trạm không gian quốc tế. Zvezda đã trở thành nền tảng cho sự định cư đầu tiên của con người trên trạm. Trong tiếng Nga, Zvezda có nghĩa là "ngôi sao".

## Lịch sử
Zvezda được phóng lên bằng một tên lửa đẩy Proton vào ngày 11 tháng 7 năm 2000 tại bãi phóng Baikonur Cosmodrome, Kazakhstan. Ngày 25 tháng 7 năm 2000, nó được lắp ghép thành công vào module Zarya của trạm ISS, lúc đó mới chỉ có 2 module Zarya và Unity, ở độ cao khoảng 440 km.

## Chức năng
Module hậu cần là nơi sinh hoạt chính ban đầu của các phi hành gia trên trạm. Nó có một hệ thống hỗ trợ sự sống, phân phối năng lượng điện và xử lý dữ liệu. Ngoài ra nó còn có hệ thống điều khiển bay cũng như hệ thống đẩy, giúp nó thực hiện các chức năng này thay cho Zarya khi nó vừa được lắp ghép vào trạm. Nó cũng có một hệ thống thông tin liên lạc có khả năng nhận được các lệnh điều khiển từ dưới mặt đất. Hiện tại, nhiều chức năng của Zvezda đang được hỗ trợ hoặc thay thế bởi các bộ phận của Mỹ. Tuy nhiên, nó vẫn là bộ phận trung tâm về mặt cấu trúc cũng như chức năng của phần của Nga trên trạm cũng như là nơi ở chính của các thành viên phi hành đoàn. Cơ quan không gian châu Âu (ESA) cung cấp một hệ thống quản lý dữ liệu, hoạt động giống như bộ não của Zvezda. Hệ thống máy tính này không chỉ điều khiển các chức năng của module hậu cần, mà còn đưa ra sự điều khiển đối với các bộ phận trên trạm của Nga cũng như lái và định hướng cho trạm cho tới khi phòng thí nghiệm Destiny được lắp ghép vào trạm trong chuyến bay STS-98. Destiny chứa các hệ thống đảm nhiệm việc quản lý và điều khiển các hoạt động của ISS. Việc điều khiển sự định hướng của ISS là sự phối hợp trách nhiệm của các bộ phận của Nga và Mỹ. Module hậu cần cung cấp sự đẩy cho trạm trong các hoạt động như việc nâng độ quỹ đạo định kỳ cho trạm. Hệ thống hoa tiêu của Zvezda cung cấp dữ liệu cho hệ thống điều khiển chuyển chuyển động trên Destiny hỗ trợ cho việc lái trạm ISS của Mỹ cho đến khi phần cứng của hệ thống định vị toàn cầu được đưa lên trạm trong một nhiệm vụ sau đó.

## Kĩ thuật

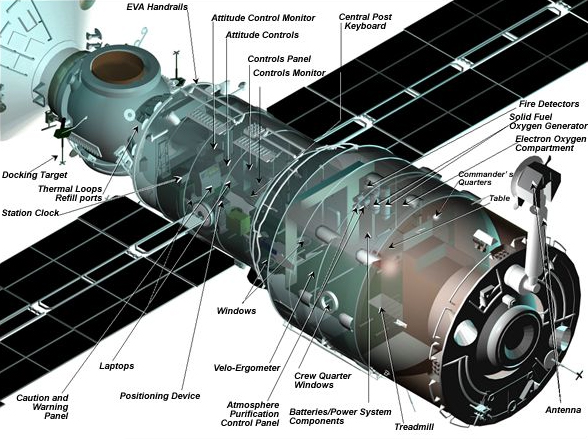
Sơ đồ của Zvezda

Zvezda có khối lượng 19.051 kg, dài 13,1 m, chiều rộng tính cả hai tấm năng lượng mặt trời là 29,7 m. Zvezda gồm có 3 bộ phận điều áp: một khu vực chuyển tiếp nhỏ hình cầu ở đầu phía trước, bộ phận chính là khu vực làm việc là một hình trụ dài và buồng chuyển tiếp nhỏ hình trụ ở đầu phía sau. Bộ phận này giữ các thiết bị bên ngoài như thùng chứa nhiên liệu ngoài, động cơ đẩy và ăngten liên lạc. Module có 4 cổng kết nối, một cái nằm ở phía sau phòng chuyển tiếp, ba cái còn lại nằm ở khu vực chuyển tiếp, với một cái hướng về phía trước, một cái hướng lên và một cái hướng xuống. Cổng kết nối phía sau có một đầu dò và một cơ cấu kết nối hình nón cho phép sự kết nối của tàu vận tải Progress và tàu chở người Soyuz, cũng như tàu vận tải tự động ATV của ESA sau này. Zvezda cũng được trang bị một hệ thống gặp gỡ và kết nối tự động. Cổng kết nối phía trước của Zvezda nối với Zarya. Hai cổng kết nối còn lại sẽ được lắp ghép với các module khác của Nga trên trạm ISS. Các tiện nghi trên trạm bao gồm các buồng ngủ cá nhân cho các phi hành gia, một toalet và các thiết bị vệ sinh, một nhà bếp có tủ lạnh và một cái bàn có thể giữ được thức ăn khi ăn. Module có tổng cộng 13 cửa sổ, gồm 3 cửa sổ đường kính 9 inch trên bộ phận chuyển tiếp để quan sát các quá trình kết nối, một cửa sổ đường kính 16 inch lớn ở khu vực làm việc, một cửa sổ riêng cho mỗi khu cá nhân. Còn có thêm một số cửa sổ để quan sát Trái Đất và bên trong module. Ngoài ra bên trong còn có thiết bị tập thể dục bao gồm một máy chạy bộ và một xe đạp cố định được cung cấp bởi NASA. Nước thải sẽ được tái chế để sử dụng trong thiết bị sản xuất oxy. Các chuyến đi bộ ngoài khoảng không sử dụng áo Orlan-M của Nga có thể được thực hiện từ Zvezda thông qua bộ phận chuyển tiếp đóng vai trò như một nút không khí. Module cũng thực hiện việc liên lạc về dữ liệu, âm thanh và hình ảnh với các trung tâm điều khiển ở Moskva và Houston, Texas. Tại thời điểm phóng, nhiều hệ thống ở trạng thái không hoạt động và được kích hoạt bởi một mệnh lệnh được lập trình trước. Các tấm thu năng lượng mặt trời được triển khai sau đó cũng như các ăngten liên lạc khác.

## Gặp gỡ và kết nối
Trên quỹ đạo, Zvezda trở thành bộ phận thụ động trong cuộc gặp gỡ với ISS khi đó gồm Zarya và Unity. Zvezda giữ một quỹ đạo cố định trong khi Zarya thực hiện việc gặp gỡ và nối kết dưới sự điều khiển từ mặt đất sử dụng hệ thống gặp gỡ và kết nối tự động của Nga (Kurs). Sau khi kết nối, Zvezda đảm nhận nhiệm vụ điều khiển độ cao và nâng quỹ đạo. Nhiều bộ phận của Zarya được tắt đi và bộ phận đầu tiên của trạm hiện tại được sử dụng chủ yếu để chứa nhiên liệu cũng như cung cấp một thể tích điều áp để làm kho chứa. Trong trường hợp việc lắp ghép tự động không thành công, một phi hành đoàn 2 người sẽ được phóng lên trên tàu Soyuz từ sân bay vũ trụ Baikonur Cosmodrome khoảng 15 ngày sau đó để trực tiếp thực hiện công việc kết nối. Phi hành đoàn sẽ đậu tàu Soyuz vào cổng phía sau của Zvezda 2 ngày sau khi phóng, vào trong module mới này, lắp ráp một hệ thống điều khiển việc gặp gỡ từ xa (TORU) bên trong. Hai ngày sau đó, họ sẽ sử dụng TORU để điều khiển ISS về phía Zvezda để thực hiện việc nối kết.

Quá trình ghép nối Zvezda
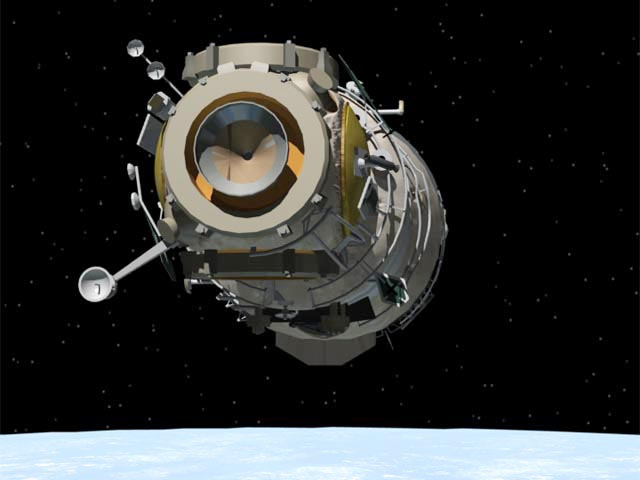
Các ăngten trên Zvezda được triển khai
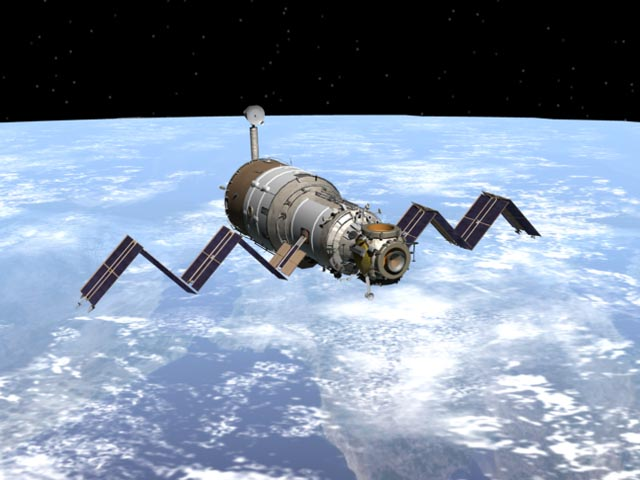
Cùng lúc, các tấm năng lượng mặt trời được trải ra và các hệ thống chính trên module được kích hoạt
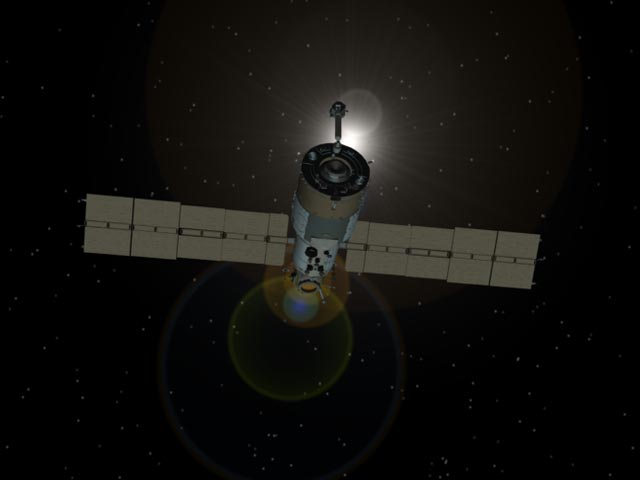
Sau đó, Zvezda được kiểm tra và định hướng theo cách có thể tiết kiệm nhiên liệu nhất
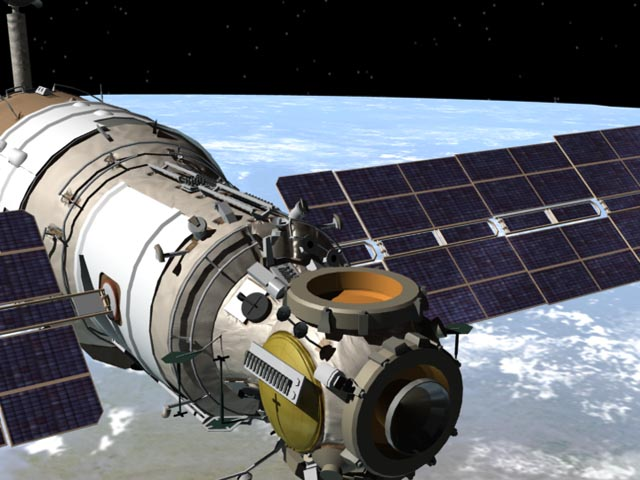
Các hệ thống thông tin liên lạc, cảm biến trạng thái và định vị được kiểm tra từ mặt đất
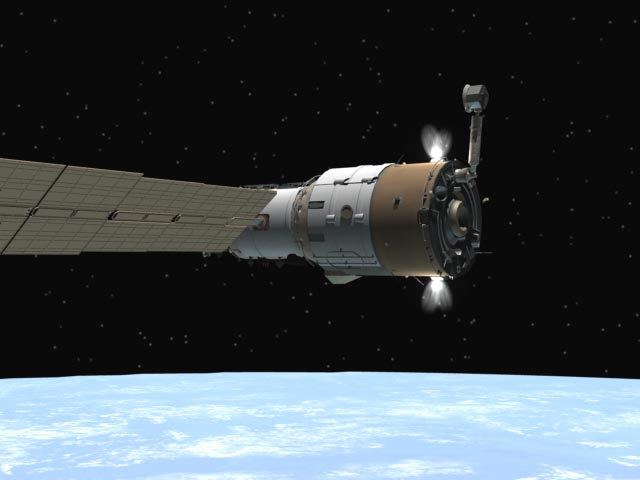
Những người điều khiển sẽ thay đổi trạng thái quỹ đạo cũng như thử nghiệm động cơ điều khiển module
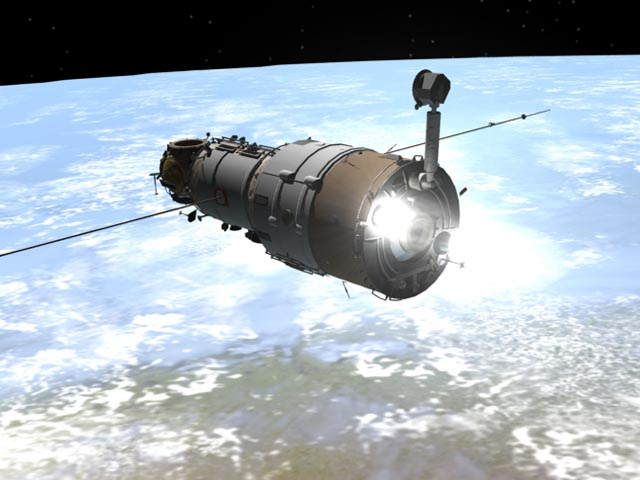
Động cơ chính của module được kích hoạt để nâng độ cao của Zvezda lên khoảng độ cao của ISS
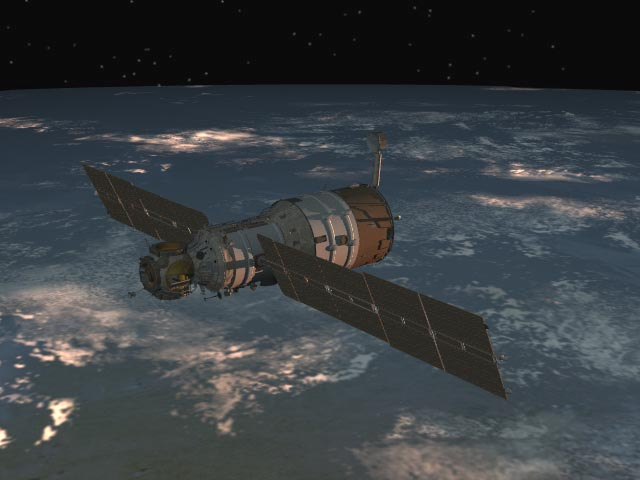
Hệ thống thu năng lượng mặt trời được kiểm tra cũng như máy tính của hệ thống điều chỉnh chuyển động để đảm bảo Zvezda sẵn sàng kết nối vào ISS
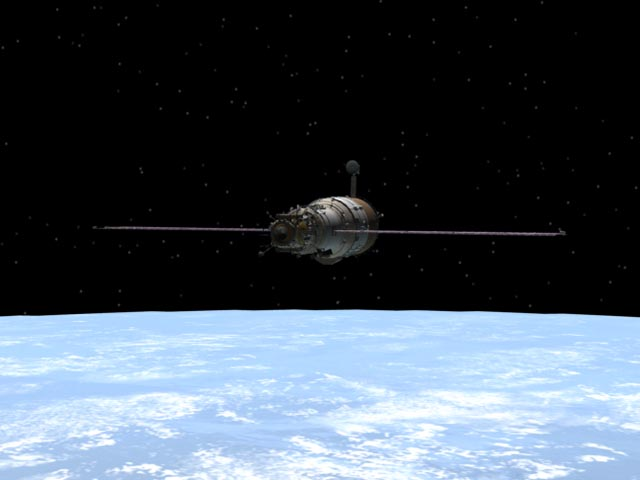
Zvezda được điều chỉnh vào vị trí sẵn sàng kết nối
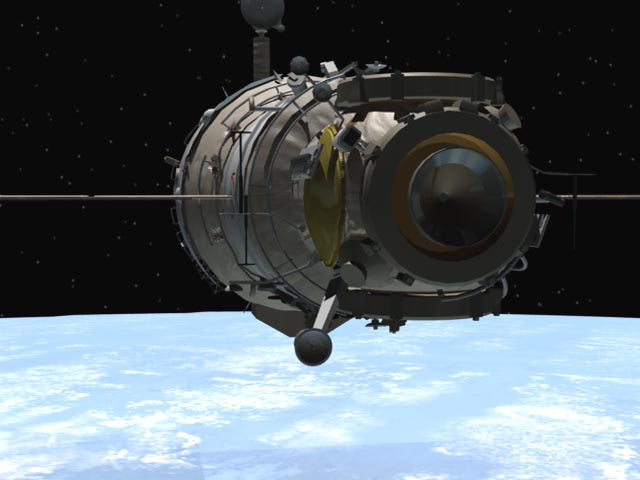
Hệ thống Kurs được kích hoạt, Zvezda trở thành phần bị động trong sự lắp ráp với trạm ISS
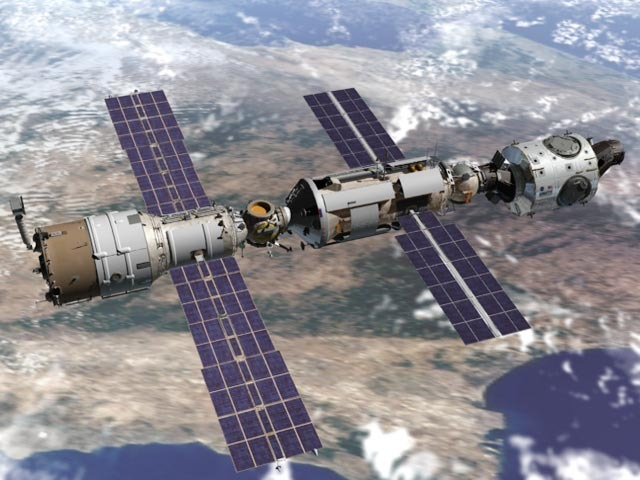
Trạm không gian, điều khiển bởi Zarya, sẽ bám theo, tiếp cận và kết nối với Zvezda sử dụng hệ thống gặp gỡ tự động trên Zarya
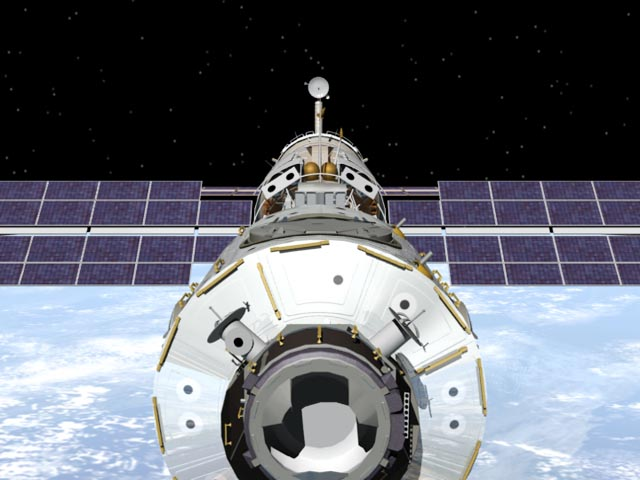
Sau khi sự ghép nối hoàn toàn kín khí, chức năng điều khiển sẽ được chuyển từZarya về Zvezda

## Bên lề
Hệ thống quản lý dữ liệu là phần cứng đầu tiên của châu Âu được mang lên trạm. Nó được phát triển và sản xuất tại châu Âu bởi một tổ hợp công nghiệp dẫn đầu là Daimler - Chrysler tại Bremen, Đức. ESA cung cấp hệ thống này cho đối tác Nga để đổi lại hai hệ thống kết nối đơn vị bay, không có sự trao đổi về tài chính nào, được sử dụng cho một phương tiện của ESA sau này, tàu vận tải tự động ATV.

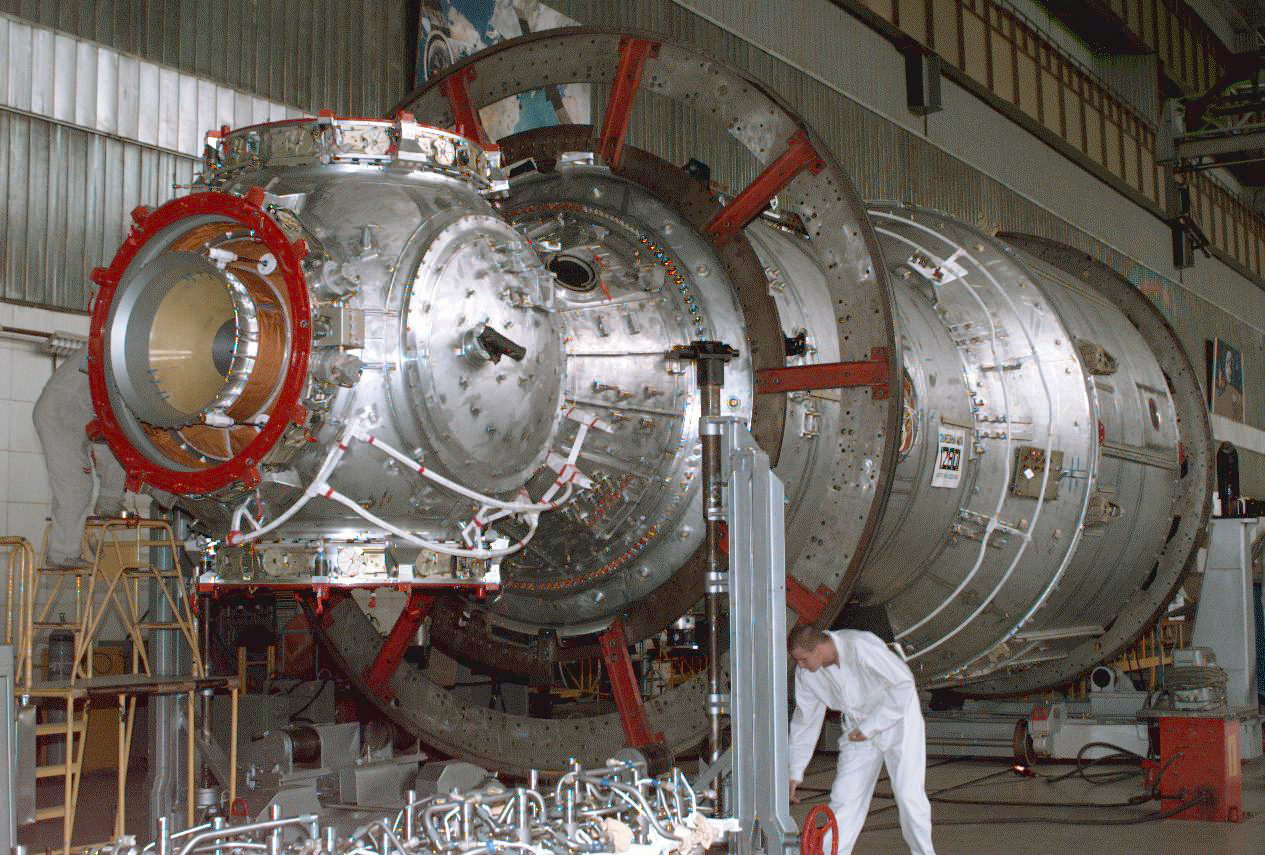
Zvezda trong quá trình chế tạo tại Nga
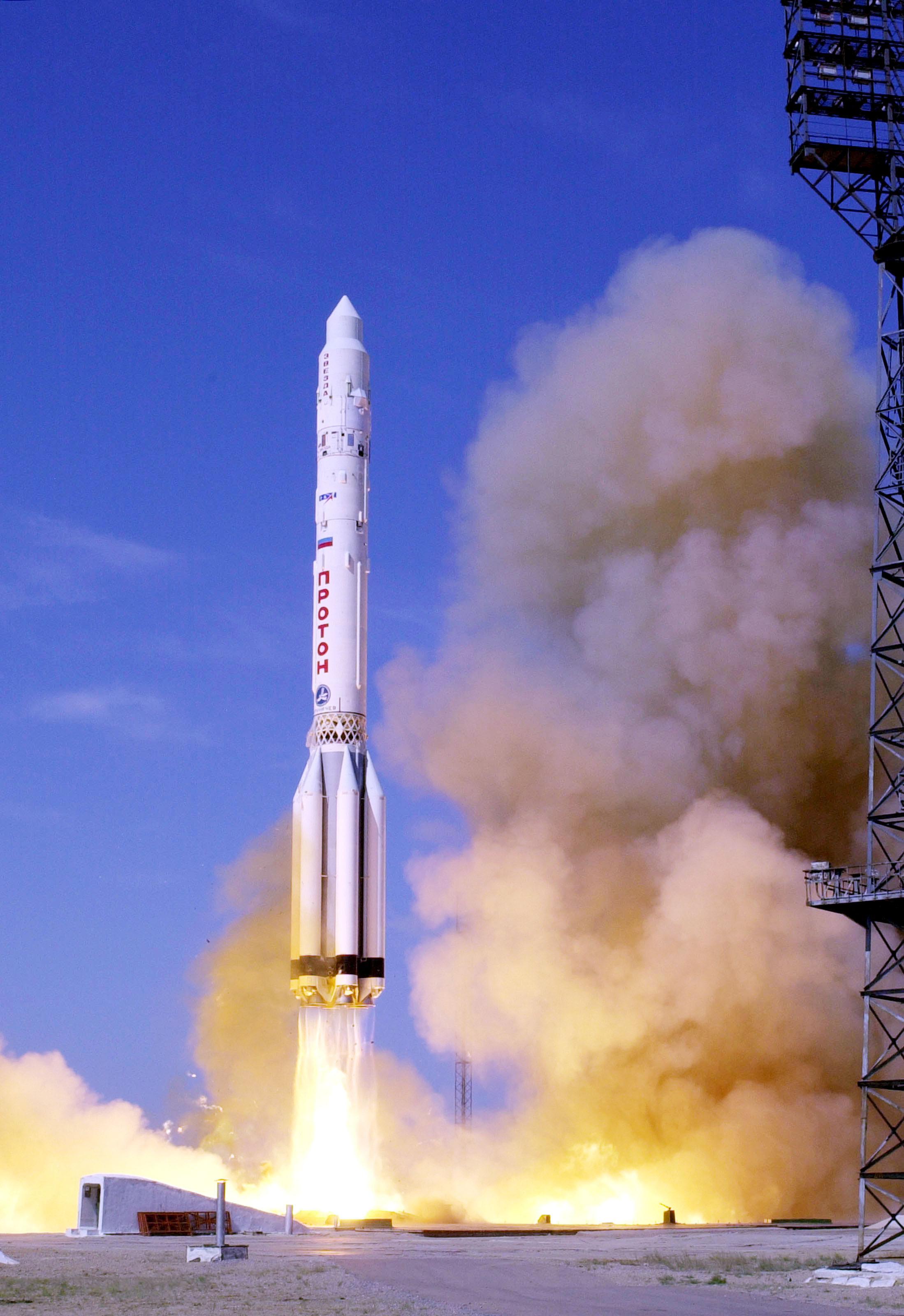
Tên lửa Proton phóng Zvezda lên quỹ đạo
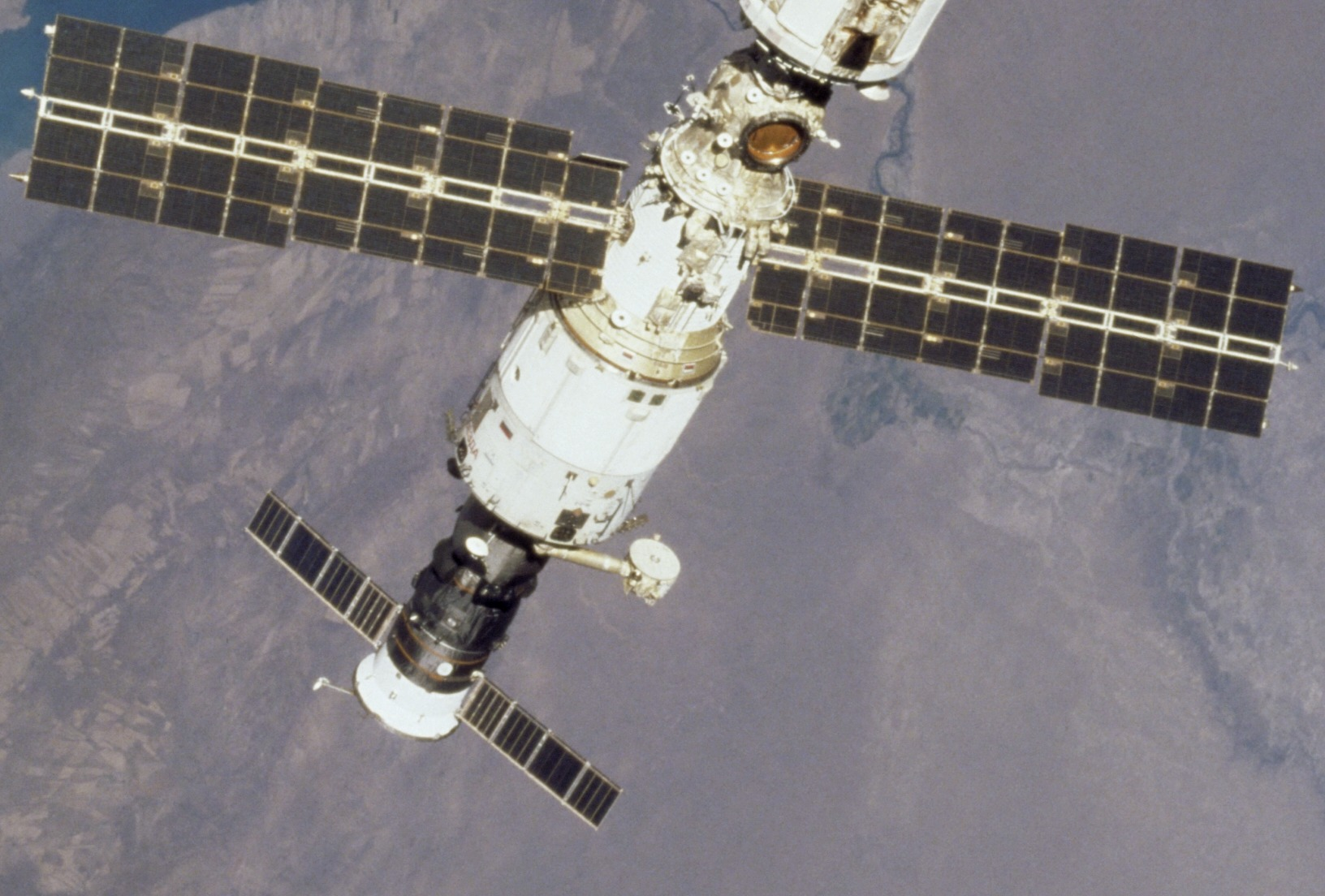
Zvezda trên trạm ISS
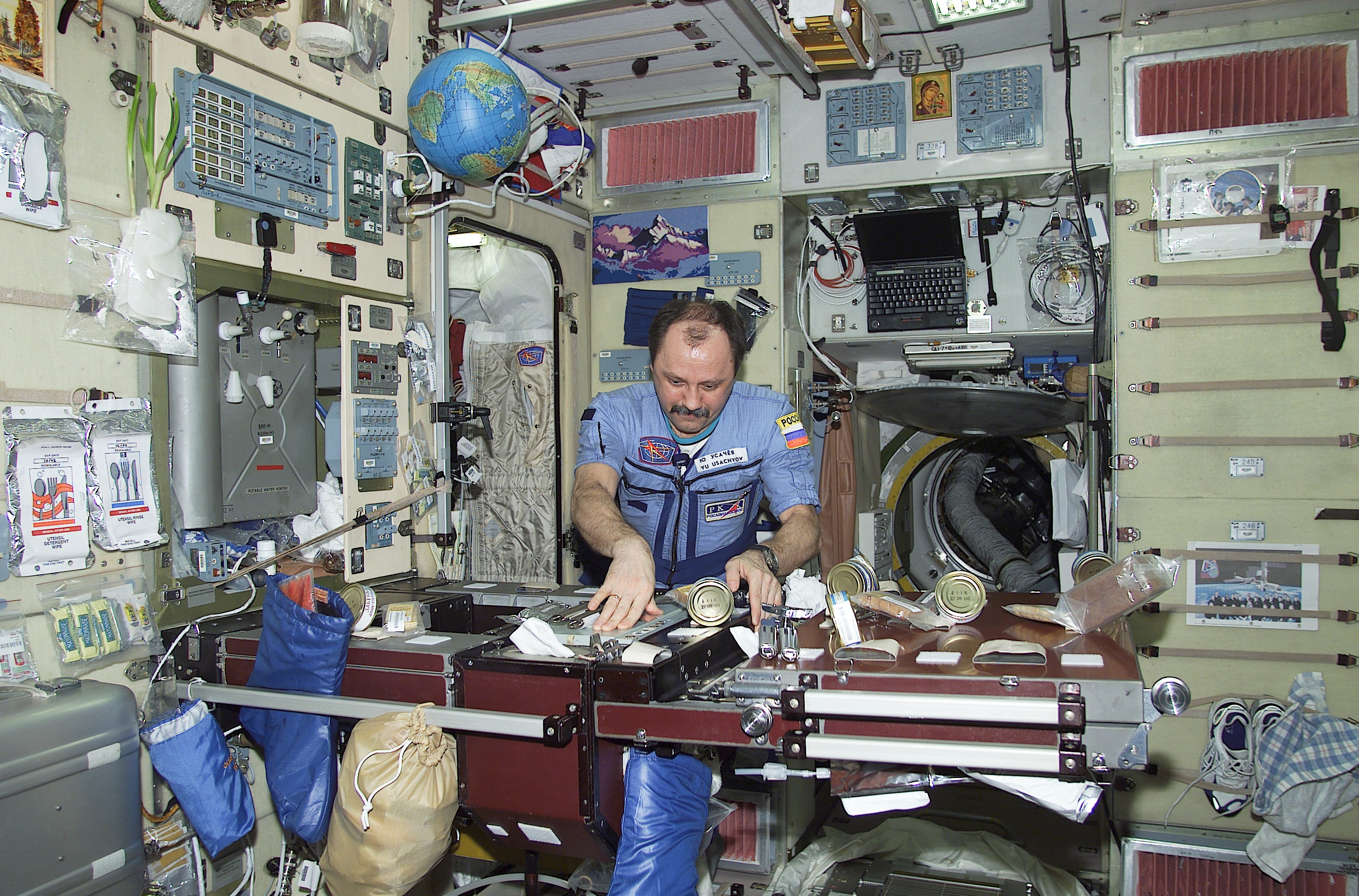
Chỗ ăn trên Zvezda